# Piper (curta-metragem)
Piper é uma curta-metragem de animação estado-unidense realizada e escrita por Alan Barillaro e produzida pela Pixar Animation Studios. Estreou-se nos Estados Unidos a 17 de junho de 2016, junto com o filme Finding Dory. Em Portugal estreou-se a 23 de junho de 2016 e no Brasil a 30 de junho do mesmo ano. O filme conta a história de um filhote da espécie Calidris alba (pilrito-das-praias) se alimentando e de um aparente medo das ondas por parte desses animais. 